# Bahnhof Kleve
Der Bahnhof Kleve ist der Bahnhof der Kreisstadt Kleve am Niederrhein. Er befindet sich an der linksniederrheinischen Strecke. Während er als Ziel dreier Bahnstrecken ein Eisenbahnknoten am Niederrhein war, ist er heute nur noch der nördliche Endpunkt eines Regional-Expresses von Düsseldorf Hauptbahnhof über Krefeld.

## Geschichte
Der Bahnhof wurde am 5. März 1863 eröffnet. Er war einst Knotenpunkt dreier Bahnstrecken:
- Linksniederrheinische Strecke
- Niederrheinstrecke
- Trajekt Spyck–Welle

Die erste dieser Strecken war die Linksniederrheinische Strecke. Sie wurde am 5. März 1863 eröffnet und verband das damals 8000 Einwohner zählende Kleve mit Goch, Geldern, Kempen und Krefeld. Bereits zwei Jahre später wurde diese Eisenbahnstrecke um eine Verbindung nach Nijmegen und um eine Verlängerung nach Arnhem über Spyck und Zevenaar erweitert. Seitdem hielten auch Schnellzüge in Kleve.
Seitdem wuchs die Bedeutung der Stadt, und es entstanden ab 1888 industrielle Standorte in Kleve, wie die Margarinewerke Van den Bergh (1888), zwei Schuhfabriken (1896), die Schokoladenfabrik Bensdorp (1903) und die Biskuit-Fabrik XOX (1910). Spätestens durch den Bahnanschluss an Duisburg, der 1904 eröffnet wurde, wuchs das Personen- und Güteraufkommen in Kleve stark an. Das führte dazu, dass der Bahnhof von 1904 bis 1910 ausgebaut werden musste.
Nach dem Zweiten Weltkrieg wurde der Bahnhof zwar noch vermehrt für Hamsterfahrten nach Holland genutzt, jedoch bewirkte das Wirtschaftswunder den Umstieg auf Pkw und Bus. Daher wurde 1960 der Personenverkehr nach Spyck komplett aufgegeben. Auch durch die Umstellung von Dampf- auf Dieseltraktion verlor Kleve an Bedeutung, da die dortige Bw-Außenstelle 1963 geschlossen und das Bahnpersonal in anderen Abteilungen eingesetzt wurde.
Ab den 1980er Jahren begann Kleve seine Bedeutung auch als Güterverkehrsbahnhof zu verlieren. Im Dezember 1979 wurde der Güterverkehr nach Nijmegen eingestellt, die Strecke nach Spyck wurde 1982 stillgelegt und abgebaut und 1989 kam das Aus für die Strecke Kleve–Xanten. Mitte 1996 wurde der Güterbahnhof stillgelegt und dessen Gleisanlagen im Jahre 2003 abgebaut.
Heute ist nur noch die Linksniederrheinische Strecke in Richtung Krefeld in Betrieb. In Richtung Nijmegen wird jedoch ein touristischer Draisinenverkehr betrieben. Die Niederrheinstrecke ist zwischen Kleve und Xanten stillgelegt und abgebaut.
Im April 2020 wurde das Bahnsteigdach am Hausbahnsteig entfernt.

## Lage und Aufbau
Der Bahnhof Kleve befindet sich im südwestlichen Bereich der Klever Innenstadt. In direkter Nachbarschaft befindet sich ein Busbahnhof. Die Altstadt ist ca. 500 m entfernt.
Der Bahnhof besitzt einen Hausbahnsteig und einen Seitenbahnsteig an Gleis 2. Der Zugang erfolgt über eine Brücke am nördlichen Ende der Bahnsteige. Am Hausbahnsteig enden die Züge, seitdem Kleve Endpunkt ist. Direkt neben dem Hausbahnsteig befinden sich Empfangsgebäude und der Busbahnhof mit einem Kombibahnsteig. Das im Privatbesitz befindliche Bahnhofsgebäude besitzt ein Reisezentrum.
Nördlich des Bahnhofs endet die Strecke in einem Ausziehgleis. Südöstlich des Bahnhofes befindet sich eine Abstellanlage für die Triebwagen der Nordwestbahn.

## Bedienung

### Regionalverkehr

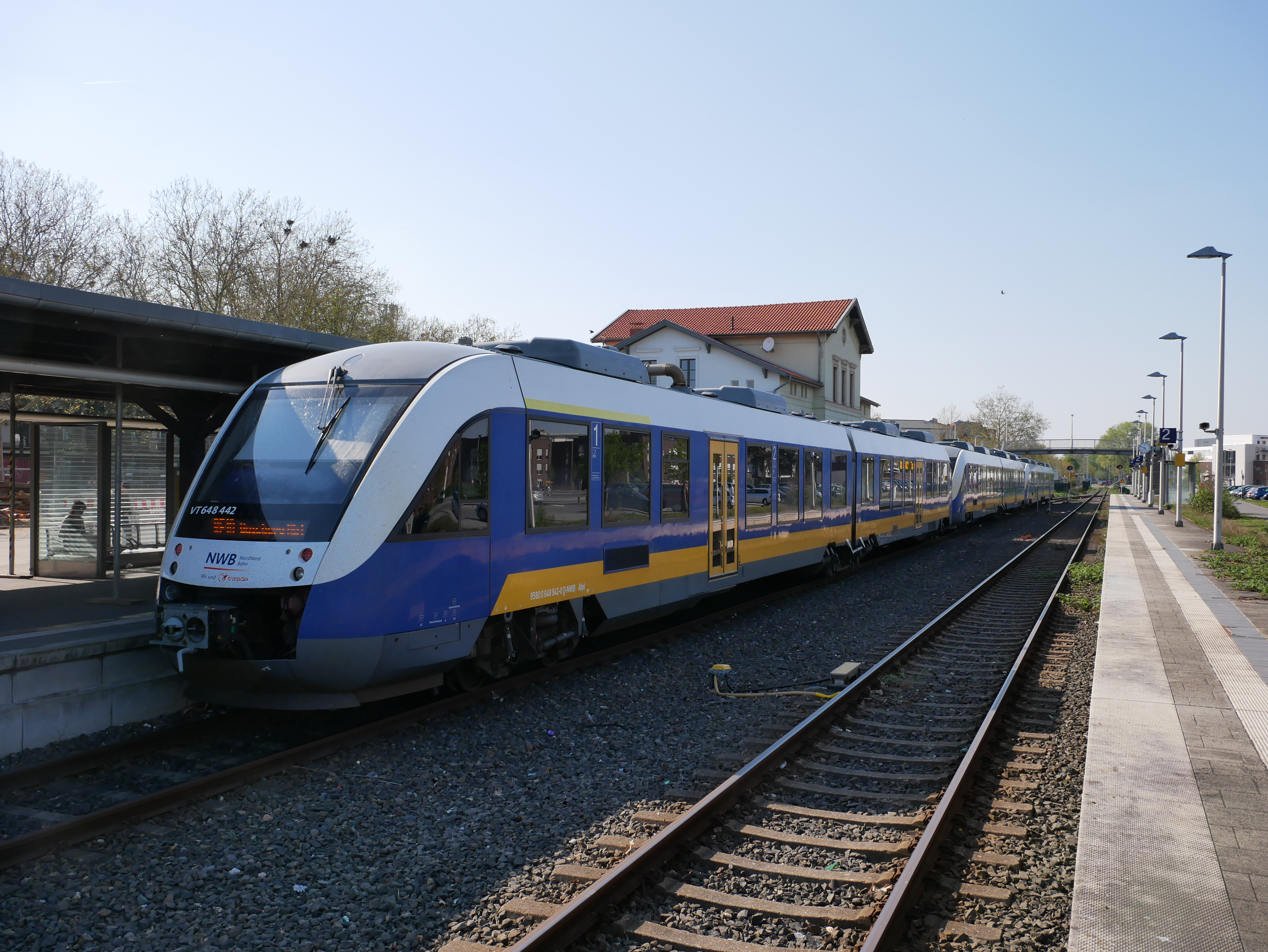
RE 10 in Kleve

Der Bahnhof ist der nördliche Endpunkt des RE10 „Niers-Express“:
| Linie | Verlauf | Takt                                             |
| ----- | --- | ------------------------------------------------ |
| RE 10 | Niers-Express: Kleve – Bedburg-Hau – Goch – Weeze – Kevelaer – Geldern – Nieukerk – Aldekerk – Kempen (Niederrhein) – Krefeld Hbf – Krefeld-Oppum – Meerbusch-Osterath – Düsseldorf-Bilk – Düsseldorf Hbf Stand: Fahrplanwechsel Dezember 2023 | 30 min (werktags) 60 min (Wochenenden/Feiertage) |

Betrieben wird diese Linie von der NordWestBahn. Es verkehren Dieseltriebzüge der Baureihe 648.

### Öffentlicher Personennahverkehr

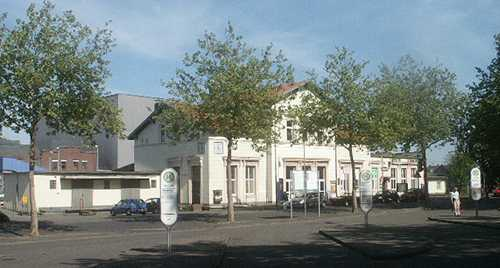
Empfangsgebäude mit Busbahnhof davor (2007)

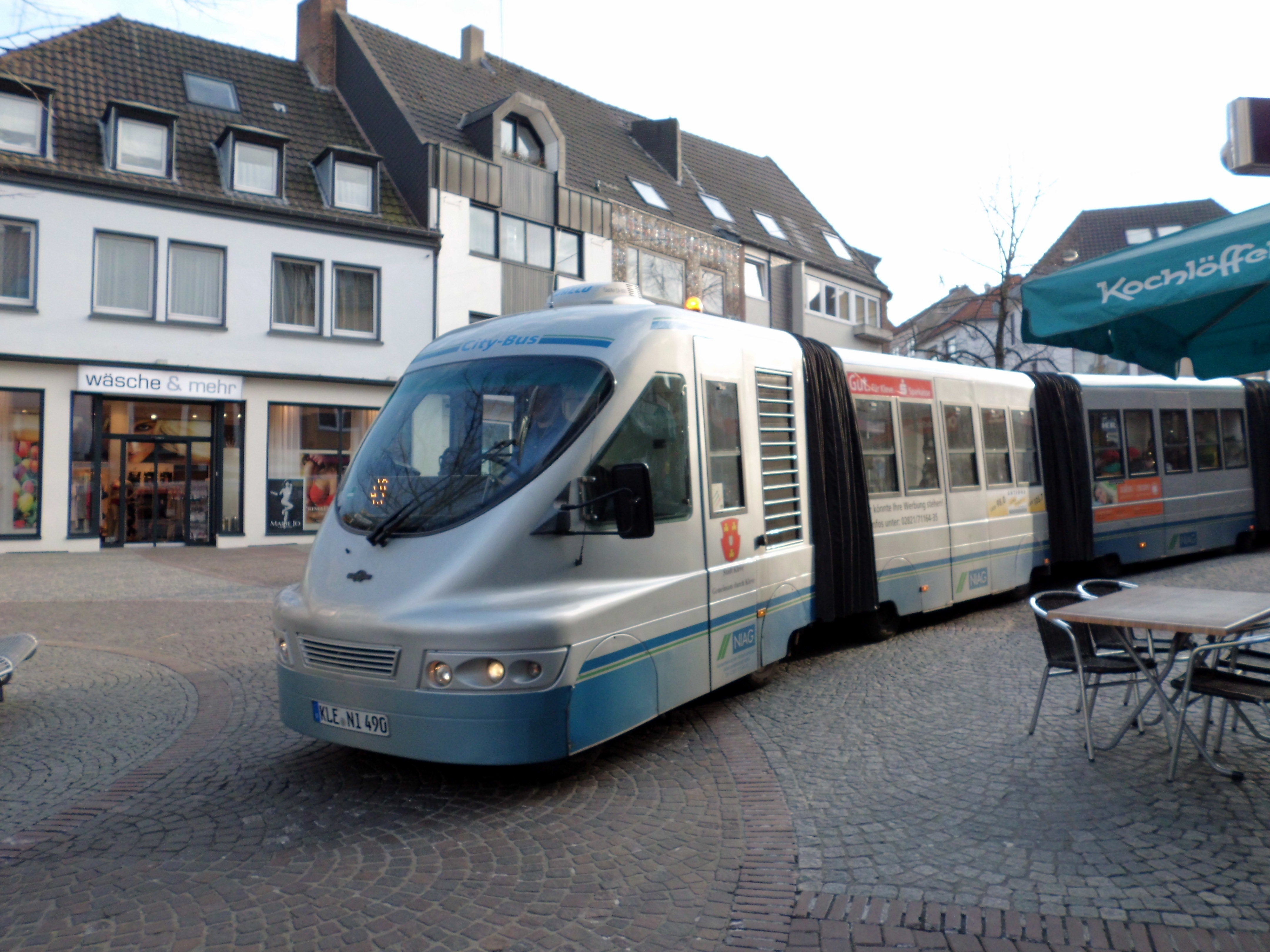
City-Bus Kleve (Linie 49)

Zu folgenden Buslinien kann umgestiegen werden:
| Linie | Linienweg | Takt Mo–Fr | Takt Sa | Takt So  |
| ----- | --- | ---------- | ------- | -------- |
| SB58  | Emmerich Bahnhof – Kleiner Löwe – Geistmarkt – Rheinbrücke – Warbeyen – Kellen – Kleve Bahnhof (– Donsbrüggen – Nütterden – Kranenburg – Landesgrenze – Beek – Museum Het Valkhof – Nijmegen Bahnhof) | 30 (60)    | 60      | 60 (120) |
| 44    | Kleve Bahnhof – Schloss Moyland – Till – Kalkar – Warbeyen – Appeldorn – Marienbaum – Xanten Bf |            |         |          |
| 49    | Kleve Bahnhof – Fischmarkt – EOC |            |         |          |
| 50    | Brienen – Griethausen – Kellen – Kleve Bahnhof – EOC – Materborn – Nierswalde |            |         |          |
| 51    | Gewerbegebiet/Siemensstraße – Landwehr – Kleve Bahnhof – EOC – Bedburg-Hau Weißes Tor – Bedburg-Hau Bf – Bedburg-Hau Rathaus                                                                          |            |         |          |
| 52    | Ringschule – Kleve Bahnhof – Brienen – Griethausen – Salmorth – Warbeyen |            |         |          |
| 55    | Kranenburg – Frasselt – Schottheide – Nütterden – Donsbrüggen – Kleve Bahnhof |            |         |          |
| 56    | Kleve Bahnhof – EOC – Bedburg-Hau Weißes Tor – Bedburg-Hau Bf – Bedburg-Hau Rathaus |            |         |          |
| 57    | Kellen Friedhof – Kleve Bahnhof – Esperance – Materborn |            |         |          |
| 59    | Kranenburg – Wyler – Zyfflich – Niel – Donsbrüggen – Kleve Bahnhof |            |         |          |
| 60    | Millingen (NL) – Keeken – Düffelward – Rindern – Kleve Bahnhof |            |         |          |

1. ↑  Die Linie 49, der sogenannte Klever Citybus, wird mit einem besonderen Mehrgelenkbus betrieben, der durch die engen Straßen im Innenstadtbereich fahren kann. Bei schlechten Wetterbedingungen oder einem Defekt an diesem Fahrzeug wird ersatzweise auch ein Sprinter auf dieser Linie eingesetzt.

Alle diese Linien werden von den Niederrheinischen Verkehrsbetrieben (NIAG) betrieben.

## Zukunft
Es bestehen Überlegungen zur Verlängerung des RE10 nach Nijmegen Centraal Station. Im Zuge der Verlängerung würde der RE10 auch den Bahnhof Nijmegen Heyendaal in unmittelbarer Nähe zur Universität Nijmegen und der Hogeschool van Arnhem en Nijmegen erreichen, sodass vor allem auch die Studenten, die zwischen Kleve und Nijmegen pendeln, davon profitieren würden.